# Quyền LGBT ở Montenegro
Quyền đồng tính nữ, đồng tính nam, song tính và chuyển giới ở Montenegro có thể phải đối mặt với những thách thức pháp lý mà những người không phải LGBT không gặp phải. Cả hai hoạt động tình dục đồng giới nam và nữ đều hợp pháp trong Montenegro, nhưng các hộ gia đình do các cặp đồng giới đứng đầu không đủ điều kiện để có sự bảo vệ pháp lý giống nhau đối với các cặp vợ chồng khác giới.
Phân biệt đối xử trên cơ sở cả khuynh hướng tình dục và bản dạng giới đều bị cấm trong việc làm, việc cung cấp hàng hóa và dịch vụ, giáo dục và dịch vụ y tế. Montenegro cũng sở hữu luật tội phạm kì thị và ngôn từ thù hận bao gồm khuynh hướng tình dục và bản dạng giới là căn cứ của việc không phân biệt đối xử. Hiệp hội ILGA-Châu Âu đã xếp hạng thứ 23 trong số 49 Châu Âu một quốc gia về mặt luật pháp về quyền LGBT. Mặc dù vậy, xã hội ở Montenegro vẫn chưa đạt được mức độ chấp nhận cao và sự phân biệt đối xử với người LGBT thường không được đề cập.

## Bảng tóm tắt
| Hoạt động tình dục đồng giới hợp pháp                                     | (Từ năm 1977)                  |
| Độ tuổi đồng ý (14)                                                       | (Từ năm 1977)                  |
| Luật chống phân biệt đối xử trong việc làm                                | (Từ năm 2010)                  |
| Luật chống phân biệt đối xử trong việc cung cấp hàng hóa và dịch vụ       | (Từ năm 2010)                  |
| Luật chống phân biệt đối xử trong tất cả các lĩnh vực khác                | (Từ năm 2010)                  |
| Luật tội phạm kì thị bao gồm khuynh hướng tình dục và bản dạng giới       | (Từ năm 2014)                  |
| Hôn nhân đồng giới                                                        | Hiến pháp cấm từ năm 2007      |
| Công nhận các cặp đồng giới                                               | (Từ năm 2020)                  |
| Con nuôi của các cặp vợ chồng đồng giới                                   | No                             |
| Con nuôi chung của các cặp đồng giới                                      | No                             |
| Đồng tính nữ, đồng tính nam và song tính được phép phục vụ trong quân đội | Yes                            |
| Quyền thay đổi giới tính hợp pháp                                         | (Yêu cầu phẫu thuật)           |
| Truy cập IVF cho đồng tính nữ                                             | No                             |
| Liệu pháp chuyển đổi bị cấm                                               | No                             |
| Mang thai hộ thương mại cho các cặp đồng tính nam                         | (Cấm bất kể xu hướng tình dục) |
| NQHN được phép hiến máu                                                   | Yes                            |